# 渡辺水巴
渡辺 水巴（わたなべ すいは、1882年（明治15年）6月16日 - 1946年（昭和21年）8月13日）は東京出身の俳人。本名は渡辺義（よし）。

## 経歴
東京府東京市浅草区浅草小島町（現在の東京都台東区小島）に生まれる。父は近代画家の渡辺省亭で、裕福な家庭の中で悠悠自適の少年時代を送る。育英小学校卒業を経て、1899年、日本中学（現在の日本学園中学校・高等学校）第三学年修業後退学。1900年、俳句で身を立てることを志し、翌年内藤鳴雪を訪れ門下生となる。終生俳句以外に職を求めなかった。また同居した妹つゆ女も俳人であった。
1906年、高浜虚子に師事。千鳥吟社より「俳諧草紙」を創刊（1909年「文庫」に合併）。1913年、曲水社を設立。1914年、「ホトトギス」雑詠を代選。1915年、水巴選『虚子句集』刊行。1916年、主宰誌「曲水」を刊行し、没年まで主宰。1918年に経済的、精神的な柱であった父が死去。1922年、片桐花子と結婚。1923年、関東大震災に罹災し、一時大阪豊中に住む。1929年、長谷川きく（桂子）と再婚。1942年、日本文学報国会俳句部会常任理事。1945年、強制疎開で藤沢市鵠村に移り、1946年に同地で没。享年65。
村上鬼城や飯田蛇笏などとともに大正初期の「ホトトギス」中興を支えた俳人の一人で、江戸趣味を湛えつつ繊細で唯美的な作風であった。代表句に「白日はわが霊なりし落葉かな」「てのひらに落花とまらぬ月夜かな」「かたまつて薄き光の菫かな」「寂寞と湯婆（たんぽ）に足を揃へけり」などがある。1913年の「ホトトギス」誌で主観の尊重を説く文章を発表。虚子は『進むべき俳句の道』で「無情のものを有情にみる」ことを水巴の特徴として挙げたが、父の死後にはさらに人間的な陰影と厚みが加わった。

## 著書
- 『水巴句集』（1915年）
- 『水巴句帖』（1922年）
- 『白日』（1936年）
- 『新月』（1947年）
- 『富士』（1943年）
- 『水巴句集』（1956年）
- 『水巴文集』（上下。1984年）